# Kenneth Dancy
Kenneth Roger Dancy (født 1. december 1924, død 3. august 2013) var en engelsk styrmand på den engelske bugserbåd Turmoil, der den 3. januar 1952 forsøgte at få Flying Enterprise på slæb. Næste dag fik Kurt Carlsen (Henrik Kurt Carlsen) selskab af Kenneth Dancy. De forsøgte sammen at etablere en bugsering af Flying Enterprise. Det mislykkedes. I det voldsomme uvejr måtte de sammen forlade Flying Enterprise via skorstenen. 
Kurt Carlsen fik en heltemodtagelse i New York. Styrmand Kenneth Dancys bedrifter blev forbigået.
Han giftede sig i 1956 med den hollandske kvinde Nelly van der Tempel og flyttede senere til Holland.